# Yorba Foundation
La Yorba Foundation (en français, « Fondation Yorba ») était une fondation américaine basée à San Francisco et fondée par Adam Dingle qui développait des logiciels libres pour l'environnement GNOME. Elle était principalement financée grâce aux dons. Les logiciels qui était développés par Yorba était écrits en langage Vala.
Projets soutenus :
- Shotwell, un organisateur d’images
- Geary, un logiciel de messagerie
- California, une application calendrier construite sur la bibliothèque evolution-data-server (voir Evolution)[1].

Un éditeur audio (Fillmore) et un éditeur vidéo (Lombard) ont été initiés mais ne sont plus développés.
Le 25 octobre 2015, la page d'accueil de leur site web mentionne que Yorba a été actif de 2009 jusqu'à début 2015, sans plus d'explications. L'achèvement du processus de lancement de la dissolution officielle de l'organisation arrive en mai 2015 pour une dissolution effective prévue en 2016.